# 东盟大学联盟
东盟大学联盟（英語：ASEAN University Network）成立于1995年11月，是一个由东盟成员国建立的亚洲的大学联盟。最初包括13个大学成员。随着东盟的1997年和1999年两次扩张，目前该联盟的成员数也随之增加到目前的30个。AUN的总体目标是通过促进东盟各国确定的优先发展领域的交流学习与合作研究，加强东盟高校之间的合作。具体目标是促进各国科学家、学者之间的合作；加强该地区的学术与专业人才的人力资源开发；创造和传播科学知识和信息。核心目标是促进学术流动、提升东盟意识、增进东盟学生之间的了解。

## 结构
AUN由董事会（政策层面）、成员大学（执行层面）和秘书处（协调和监督机构）构成。董事会主席由泰国高等教育委员会主任兼任。董事会的职能是：制订政策；核准项目，包括预算分配，工作方案和执行活动的建议；任命秘书处执行主任和工作人员；定期审查和评估正在进行的项目等。董事会还设立了一个筹款委员会，负责为AUN的项目和活动筹集资金。
AUN秘书处设在泰国朱拉隆功大学内，经费由泰国政府负担。秘书处主要负责计划、组织AUN的项目和活动；协调、监测、评估AUN的项目和活动；提出建议和发展思路，建立筹资机制，使AUN在资金上自给自足，可持续发展；与本地区和其他地区的高等教育机构合作，提升东盟的能力建设。

## 发展
东盟领导人以及东盟教育委员会最初希望建立一座“东盟大学”。然而这个想法面临着一系列的实际问题，包括资金来源、校址选取以及学校领导权等等。正因为如此，1994年东盟最后决定将东南亚现有大学及研究机构组成联盟的方式可行性更高。在联盟成立初期（1995-1999年），大学联盟注重在学校之间分享知识和经验以及一些小规模的交换生项目。从1999年开始，更多的校间合作得到展开，包括联合办学等。
2000年3月，东盟的永久秘书处设立在了曼谷。

## 东盟大学联盟成员
目前东盟大学联盟包括东盟10个国家里共30个成员：

| - 文莱大学 (斯里巴加湾) 柬埔寨 - 柬埔寨金边皇家大学 (金边) - 皇家法律经济大学 (金边) 印度尼西亞 - 印度尼西亚大学 (雅加达) - 加查马达大学 (日惹) - 万隆理工学院 (万隆) - 艾尔朗加大学 (泗水) - 老挝国家大学 (万象) 马来西亚 - 马来亚大学 (吉隆坡) - 马来西亚理科大学 (槟城) - 马来西亚国民大学 (雪兰莪) - 马来西亚北方大学 (辛托克, 吉打) - 博特拉大学 (雪兰莪) 緬甸 - 仰光大学 (仰光) - 曼德勒大学 (曼德勒) - 仰光经济学院 (仰光) | 菲律賓 - 马尼拉雅典耀大学 (奎松市) - 德拉萨大学 (马尼拉) - 菲律宾大学 (奎松市) - 圣道顿马士大学 (马尼拉) 新加坡 - 新加坡国立大学 - 南洋理工大学 - 新加坡管理大学 泰國 - 易三仓大学 (曼谷) - 泰国东方大学 (春武里府) - 朱拉隆功大学 (曼谷) - 玛希敦大学 (曼谷, 佛统府) - 清迈大学 (清迈) - 宋卡王子大学 (宋卡) 越南 - 河内国家大学 (河内) - 胡志明市国家大学 (胡志明市) - 芹苴大学 (芹苴) |